# Stanisław Tatar
Stanisław Tatar, poljski general, * 3. oktober 1896, † 16. december 1980, Varšava.